# Philoliche lautissima
Philoliche lautissima är en tvåvingeart som först beskrevs av Austen 1920.  Philoliche lautissima ingår i släktet Philoliche och familjen bromsar.
Artens utbredningsområde är Tanzania. Inga underarter finns listade i Catalogue of Life.